# Ceratocapnos turbinata
Ceratocapnos turbinata är en vallmoväxtart som först beskrevs av Dc., och fick sitt nu gällande namn av Lidén. Ceratocapnos turbinata ingår i släktet klängnunneörter, och familjen vallmoväxter. Inga underarter finns listade i Catalogue of Life.